# Acacia victoriae
Acacia victoriae Benth. è una pianta appartenente alla famiglia delle Fabaceae originaria dell'Australia.

## Descrizione

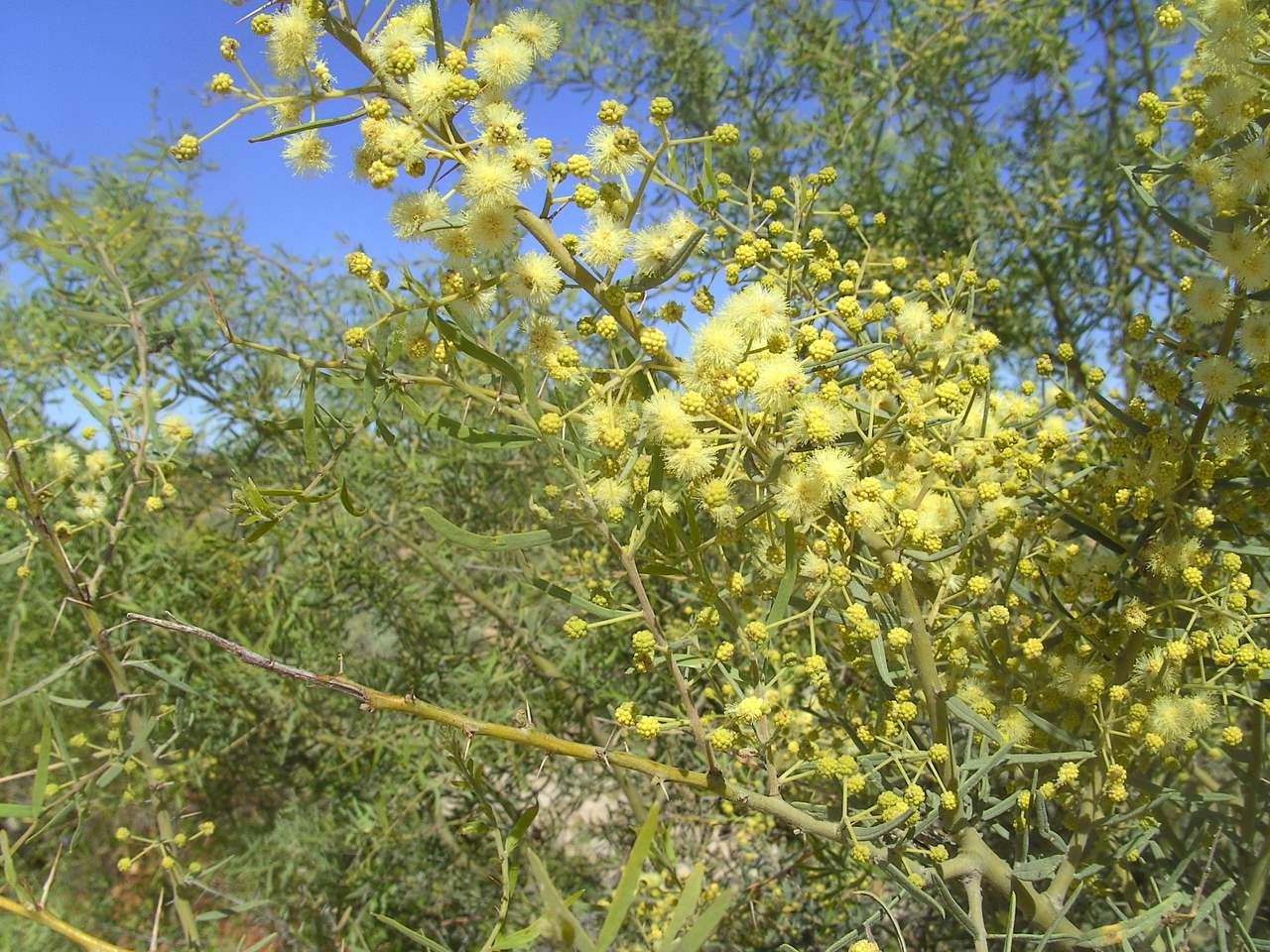
Fiori di A. victoriae

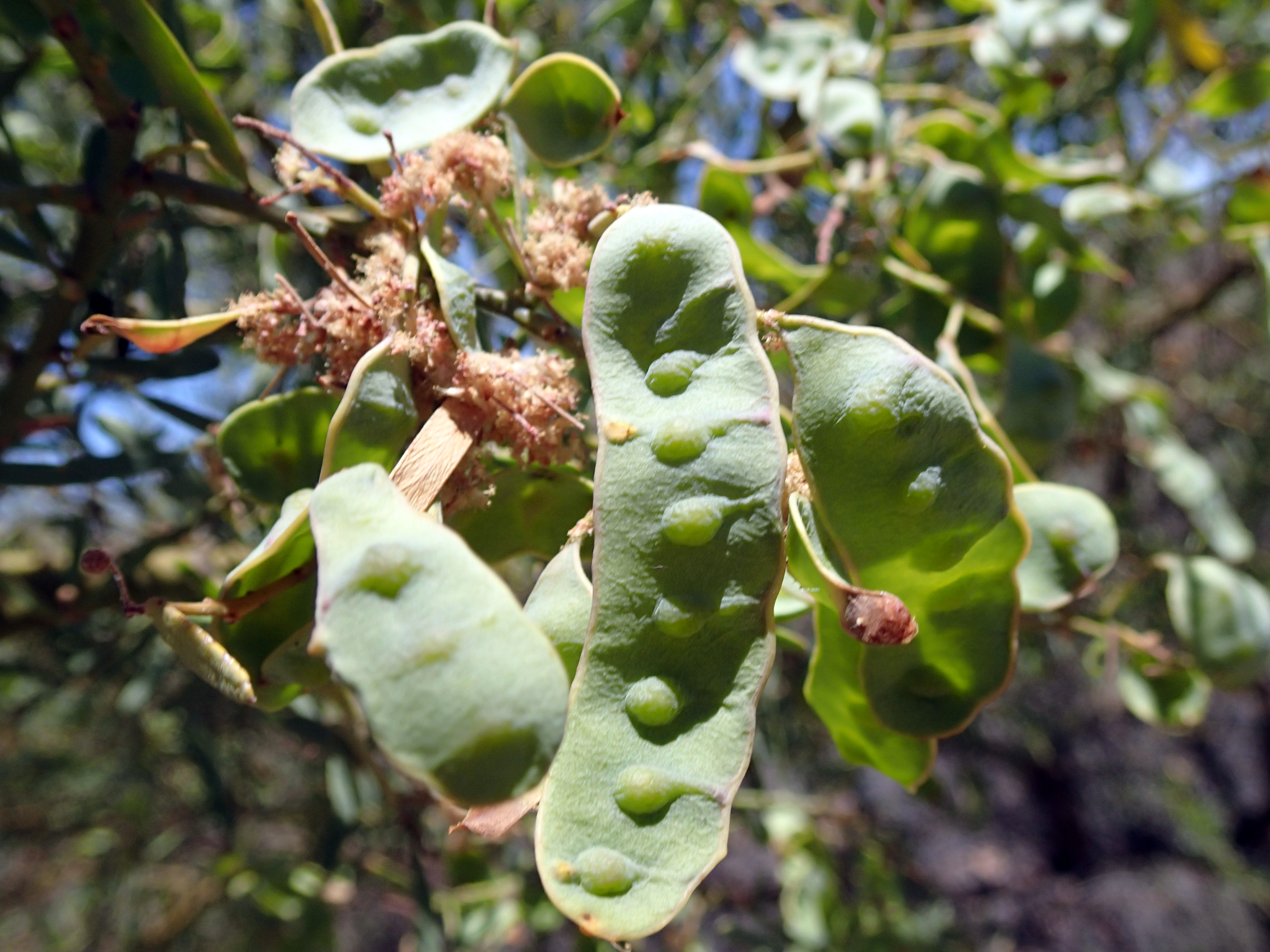
Baccelli di A. victoriae

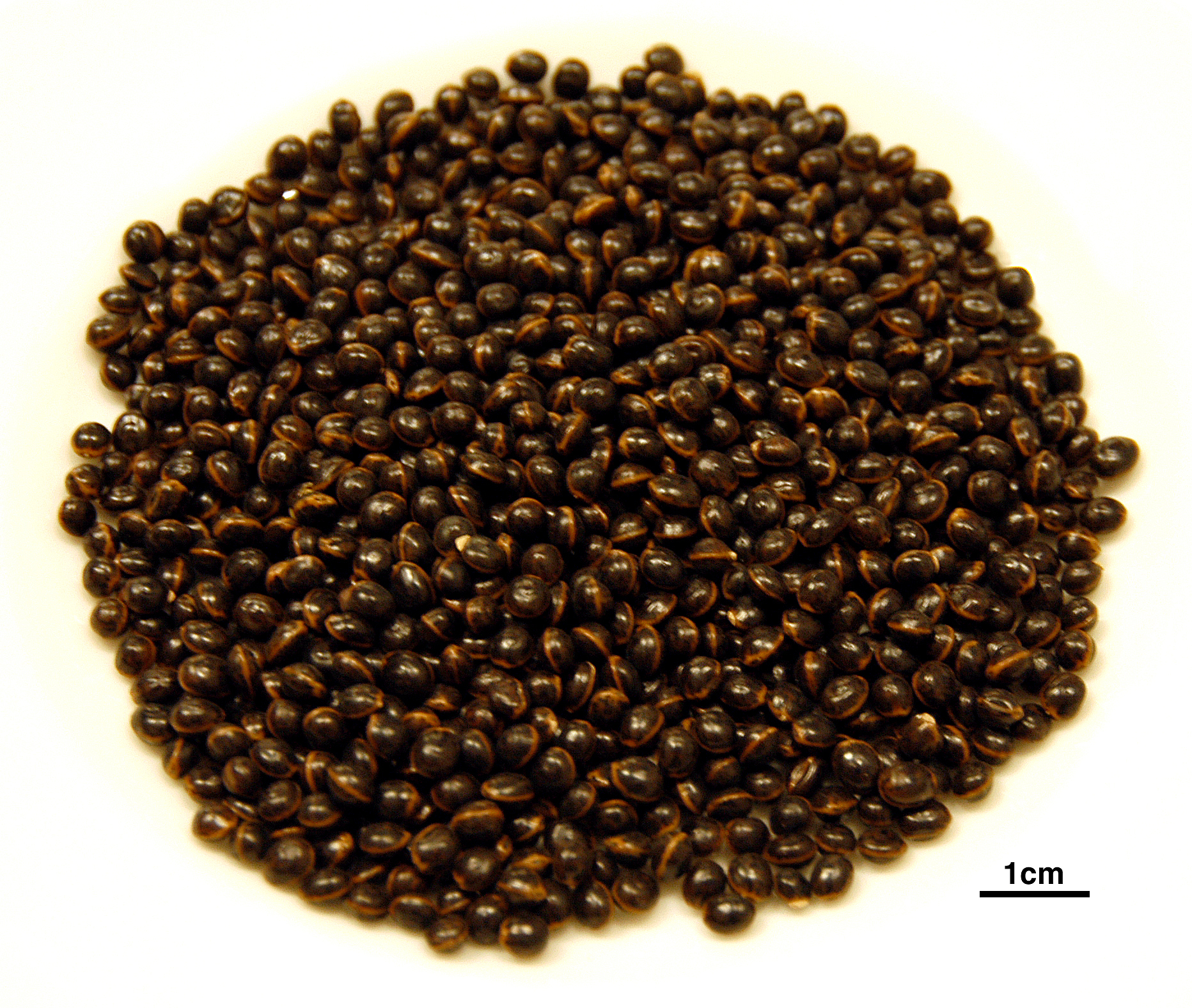
Semi di A. victoriae

A. victoriae matura trasformandosi in un albero simile a un arbusto con più tronchi. Raggiunge un'altezza di circa 5-6 metri e la sua crescita è moderatamente rapida. La sua durata di vita è di circa 10-15 anni. L'albero ha un grande apparato radicale, che si estende fino a 20 m. Riesce a sopravvivere abbastanza bene alla siccità, ma non a quella più intensa, anche se può rigenerarsi dai polloni. La fioritura inizia ad agosto e continua fino alla fine di dicembre, a seconda della regione in cui si trova l'albero. Così come varia la fioritura, anche la maturazione dei semi è variabile.
I rami di A. victoriae sono ricoperti di piccole spine che sono lunghe circa 1 cm. Durante la fioritura, i rami si ricoprono di fiori giallastri e fortemente profumati. I semi si trovano in baccelli lunghi circa 8 cm di colore chiaro. I semi stessi sono grandi circa 0,5 cm e di colore marrone.

## Distribuzione ed habitat
A. victoriae è nativa dell'Australia e si trova nelle zone aride e semiaride, generalmente in terreni alcalini, compresi i terreni alluvionali argillosi, le argille grigie e i terreni limosi nelle pianure alluvionali, sui pendii rocciosi e sulle creste. È noto che animali come uccelli e piccoli mammiferi usano l'albero come protezione. I semi e il fogliame offrono anche una fonte di cibo per gli animali.

## Usi

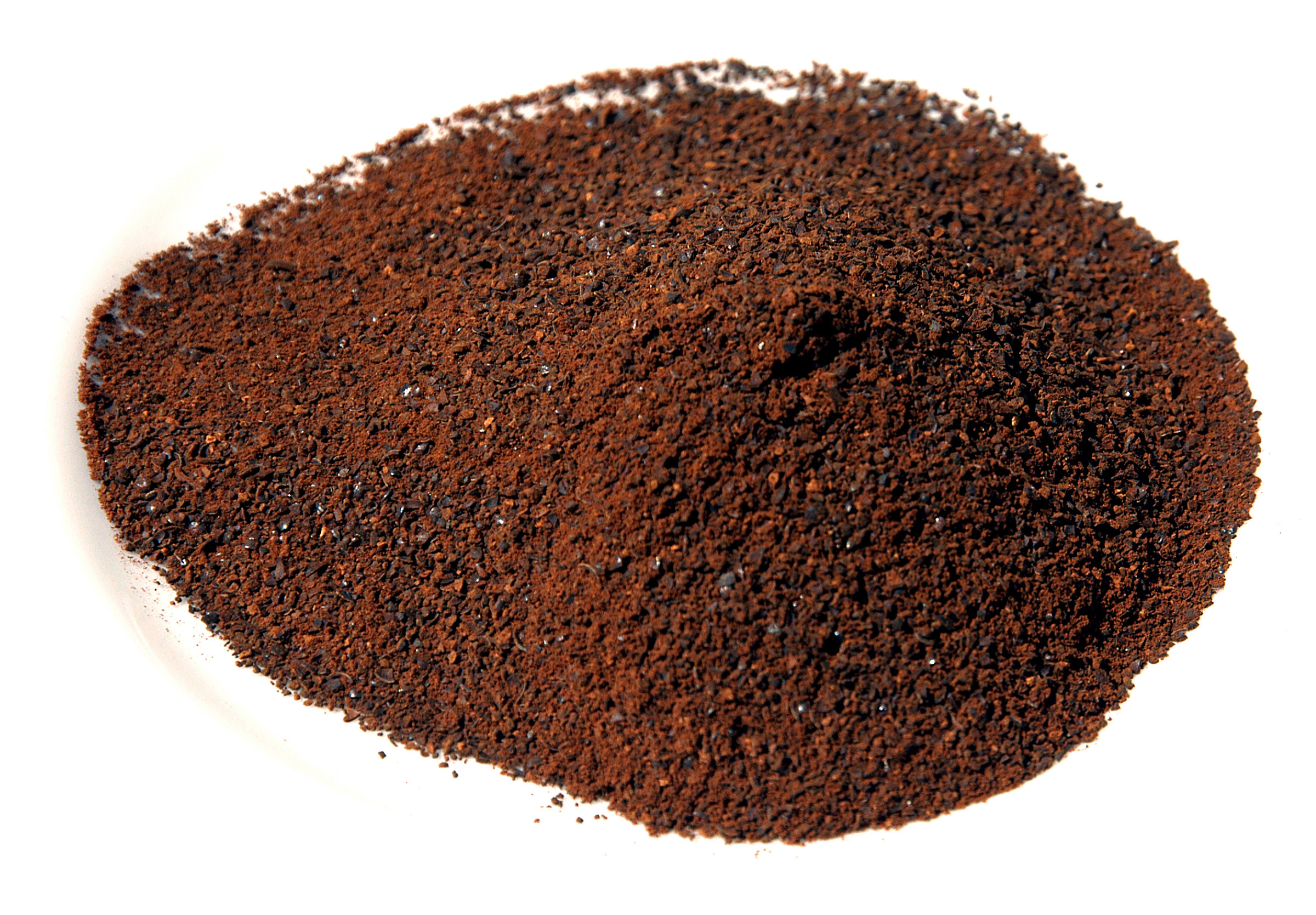
Semi tostati e macinati

I semi, noti come wattleseed, vengono utilizzati per preparare il pane o macinati per ottenere una farina. Gli aborigeni stanno aiutando ad applicare i loro metodi per utilizzare i semi di A. victoriae a scopo alimentare. I semi sono stati utilizzati anche come foraggio, essendo una buona fonte di proteine.
Acacia victoriae è utile come frangivento e aiuta anche a stabilizzare il terreno. Grazie alla sua capacità di crescere a un ritmo moderato, è stato utilizzato anche per la riabilitazione di siti.